# متلازمة خلل التعظم الفكي الوجهي مع صغر الرأس
متلازمة خلل التعظم الفكي الوجهي مع صغر الرأس هو اضطراب جيني نادر يتسم باضطرابات نمو محددة وإعاقات ذهنية وصغر بحجم الدماغ.

## الأعراض والعلامات
يولد المصابين بهذه المتلازمة بصغر رأس جيني، من النوع الذي يعاني المصابون به بصغر رأس تطوري إذ يبدو أن الرأس ينكمش في هذه المتلازمة، رغم عدم صحة ذلك وإنما نجد أن الرأس لا ينمو بنفس مقدار نمو باقي الجسم.
تشمل المتلازمات الوجهية القحفية الأخرى كلا من صغر الوجنتين ومنتصف الوجه وصغر العظم الوجني وصغر الفك وصغر حجم الأذن.
في بعض المصابين بمرض متلازمة خلل التعظم الفكي الوجهي مع صغر الرأس يوجد صيوان الأذن.
يعاني بعض المرضى المصابون بمتلازمة خلل التعظم الفكي الوجهي مع صغر الرأس من انحرافات فمية وتنفسية مثل الشفة المشقوقة والحنك المشقوق، كما يصاب البعض أيضا بقصر القامة وعيوب في القلب والإبهام ورتق المريء الذي قد يكون قاتلا وقد يؤدي إلى موت مبكر إن لم يعالج.

## التشخيص
يمكن تشخيص متلازمة خلل التعظم الفكي الوجهي مع صغر الرأس من خلال فحص دقيق لأعراض المريض وإجراء التحاليل الجينية اللازمة.

## العلاج
يعتمد العلاج على مداواة الأعراض نفسها:
الانحرافات الوجهية القحفية: تعالج عن طريق الجراحات التصحيحية مثل جراحات الوجه والفكين وخدمات طب الأسنان.
تأخرات النمو: العلاج الكلامي اللغوي.
الانحرافات التنفسية: التنبيب وثقب القصبة الهوائية.
فقدان السمع: زراعة القوقعة.

## الانتشار
سُجلت حوالي مائة حالة في الدوريات الطبية حتى الآن.